# Rétroacronymie
 (décembre 2023).
- Si vous ne connaissez pas le sujet, laissez ce bandeau (vous pouvez alors contacter les auteurs).
- Si vous supprimez le contenu mis en cause (vous pouvez préalablement contacter les auteurs),

argumentez précisément cette suppression dans la page de discussion
(un manque de référence n'est pas un argument ; une recherche réelle de référence doit avoir été effectuée, être formellement documentée).
La rétroacronymie est le fait d'interpréter un mot comme un acronyme, alors que ce n'en est pas un à l'origine, ou alors de donner un nouveau sens à un acronyme ou à un sigle existant.

## Principes d'utilisation

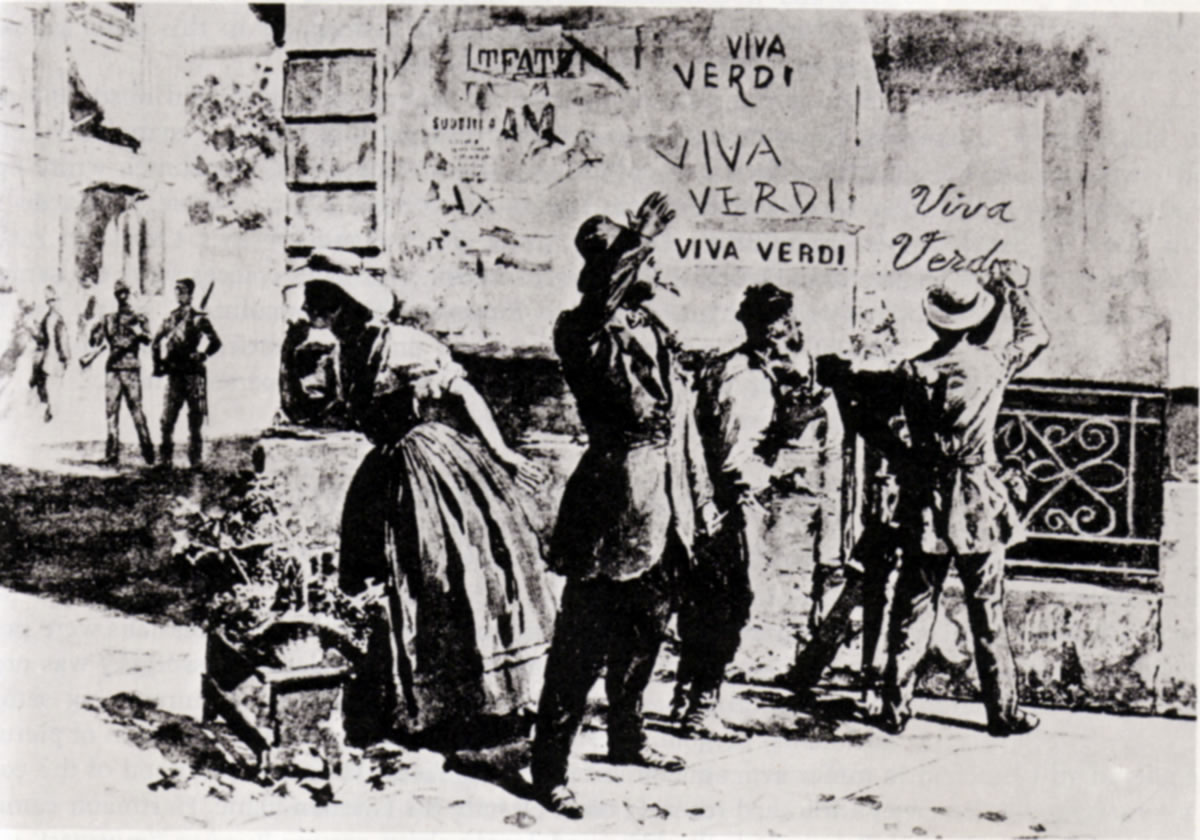
Viva V.E.R.D.I. code de ralliement des partisans de l'Unité italienne à Victor-Emmanuel Re d’Italia sous couvert d'acclamations à la gloire du compositeur Giuseppe Verdi.

Construire des rétroacronymes est une forme de jeu de mots, souvent plaisante, pour donner un sens à une expression qui n'en avait pas au départ mais semblait être un acronyme.
Par exemple SOS a été choisi comme signal de détresse universel parce que facilement reconnaissable en code Morse, puis réinterprété en Save Our Souls (« Sauvez nos âmes ») ou Save Our Ship (« Sauvez notre navire »). On parle parfois, dans ce cas, de faux rétroacronyme. 

## Exemples d'utilisation
BREF : Bon Revenons En aux Faits

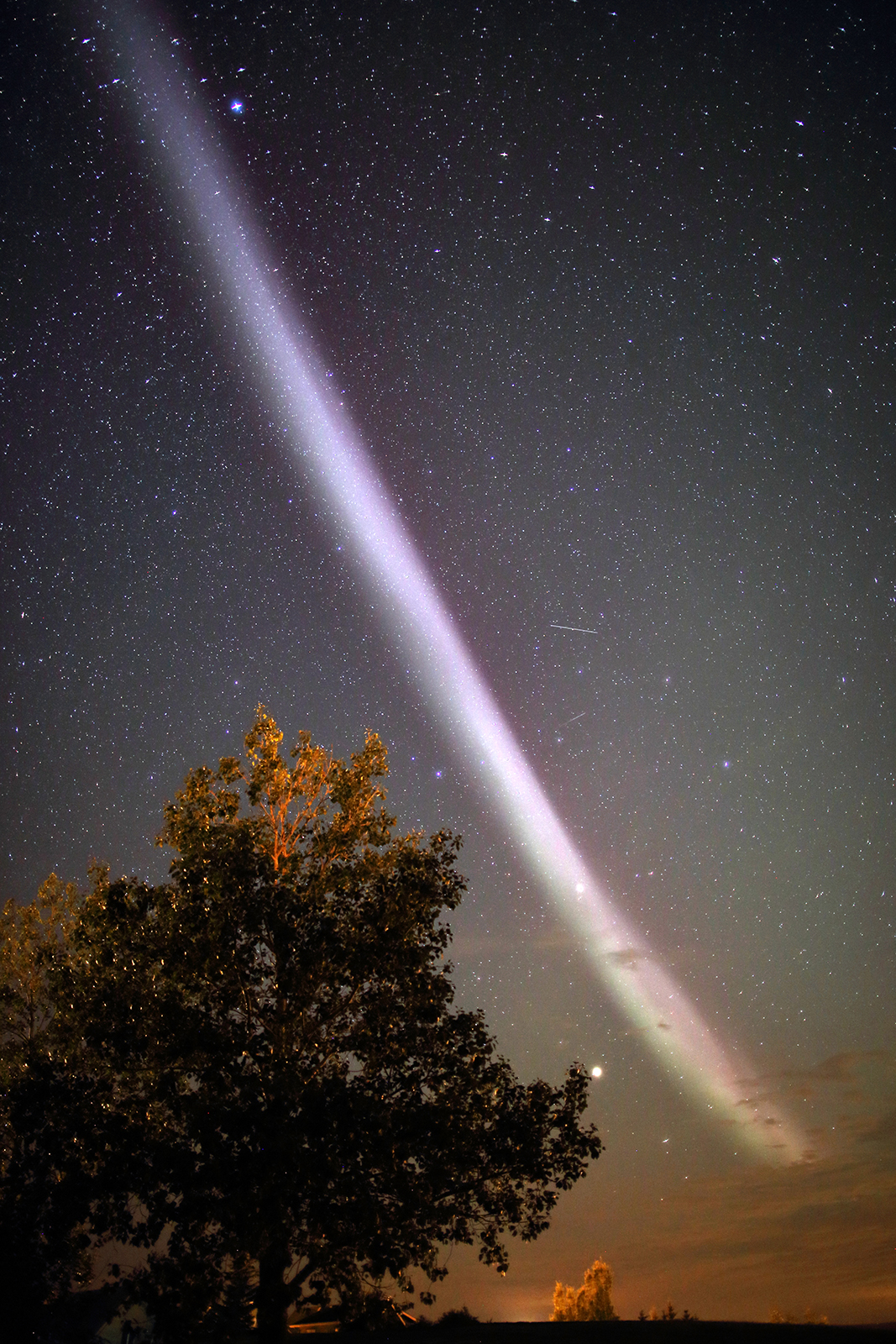
Steve, phénomène atmosphérique dont le nom est le rétroacronyme de l'anglais Strong Thermal Emission Velocity Enhancement.

La rétroacronymie est une technique courante utilisée pour nommer certaines études, par exemple en médecine et dans les projets européens. On peut citer :
- CONSENSUS : Cooperative North Scandinavian Enalapril Survival Study ;
- AFFIRM : Atrial Fibrillation Follow-up Investigation of Rhythm Management.

Un épisode du Risorgimento est illustré par l'apparition en 1859 sur les murs de Milan, sous couvert, pour déjouer la censure des autorités autrichiennes, d'acclamations adressées, après le succès du Bal masqué, au compositeur d'opéras de la période romantique Giuseppe Verdi, de la rétroacronymie Viva V.E.R.D.I. qui est en réalité le code de ralliement des partisans de l'unité italienne à Vittorio Emanuele, Re d'Italia (« Victor-Emmanuel, roi d'Italie »).
Au nombre des phénomènes de ce type ayant donné lieu à diverses interprétations, on relève la formule A.E.I.O.U. pour « Austriæ Est Imperare Orbi Universo » ou « Alles Erdreich Ist Oesterreich Untertan », signifiant « Il appartient à l'Autriche de commander tout l'Univers. », devise des Habsbourg, dont certains souverains, en particulier Frédéric III, ornaient des bâtiments publics. C'est aussi le nom adopté par une encyclopédie autrichienne : Annotatable Electronic Interactive Oesterreich Universal Information System.
Le USA PATRIOT Act est un autre exemple, qui signifie : « Uniting and Strengthening America by Providing Appropriate Tools Required to Intercept and Obstruct Terrorism Act », ou en français : « Loi pour unir et renforcer l'Amérique en fournissant les outils appropriés pour déceler et contrer le terrorisme ». Des autres lois américaines comme la loi Rico (Racketeer Influenced and Corrupt Organizations Act, Rico étant un gangster du film Le Petit César) et la loi CAN-SPAM (contre le spam ou le pourriel) emboîtent ce même pas.
Dans le christianisme, le sigle IHSV, « In Hoc Signo Vinces », signifiant « Par ce signe tu vaincras. », a été réinterprété comme IHS « Iesus Hominum Salvator », signifiant « Jésus, sauveur des hommes. », par interprétation du V comme représentant deux clous, l'inscription IHSV se rencontrant sur des croix funéraires, IHS étant inscrit sur la barre transversale et V au bas du montant[réf. nécessaire].
L'alerte AMBER est un système d'alerte enlèvement à grande échelle mis en place aux États-Unis et au Canada lorsqu'une disparition d'enfant est signalée. Or, AMBER est l'acronyme de l'anglais « America's Missing: Broadcast Emergency Response » (« Disparition en Amérique : réaction de diffusion d'urgence ») ou du français « Alerte médiatique, but : enfant recherché ». Cette alerte a aussi été nommée ainsi en l'honneur d'une enfant de 9 ans, Amber Hagerman, qui fut kidnappée et assassinée au Texas en 1996.
Le symbole pH, employé en chimie pour caractériser l'acidité d'une solution aqueuse, est généralement considéré comme une abréviation de « potentiel hydrogène ». Il a été introduit par le chimiste Søren Sørensen mais si « H » y fait bien référence à l'hydrogène, la lettre « p » est en revanche le nom donné par Sørensen à l'une des deux électrodes qu'il utilisait dans ses expériences (l'autre étant nommée « q »).
TREVI, structure secrète de coopération policière en Europe, est le nom d'un rione et d'une fontaine de Rome, en même temps que l'acronyme de « Terrorisme, radicalisme, extrémisme et violence internationale ».
Le mot « avion », inventé par Clément Ader à partir du latin avis (oiseau), a été interprété comme « Appareil volant imitant l'oiseau naturel ».
En France, l'UMP (Union pour un mouvement populaire) était une rétroacronymie du nom initial de ce parti : Union pour la majorité présidentielle. En Belgique, le nom du parti Ecolo, diminutif « d'écologie politique », a été réinterprété comme « Écologistes confédérés pour l'organisation de luttes originales », pour en faire un acronyme à l'instar des autres partis.
MISC, un magazine abordant la sécurité informatique, tire son nom de l'abréviation de miscellaneous mais se veut aussi signifier « Multi-system & Internet Security Cookbook ».
Nancy, ville de Lorraine connue pour sa place Stanislas et l'histoire de ce roi de Pologne devenu aussi duc de Lorraine, a ainsi exploité l'abréviation patronymique « Stan » pour son Service de transport de l'agglomération nancéienne, le réseau de transport de Nancy.
De même, la ville de Roanne a nommé STAR (étoile, en anglais) son Service des transports de l'agglomération roannaise et Rennes a fait de même avec son Service des transports en commun de l'agglomération rennaise.
Un objet peut aussi volontairement être nommé avec un acronyme officiel qui donne un mot existant, pas forcément en rapport avec l'objet nommé : 
- EDELWEISS signifie « Expérience pour détecter les wimps en site souterrain » ;
- WIMP (mauviette en anglais) signifie lui-même « Weakly interacting massive particles » ;
- le CEDRE, antenne du Secours catholique, signifie « Centre d'entraide pour les demandeurs d'asile et les réfugiés ».

La bombe GBU-43/B est également appelée Massive Ordnance Air Blast Bomb, ou MOAB, acronyme qui a été renommé Mother Of All Bombs (« la mère de toutes les bombes »).
La devise de l'Empire romain était Senatus populusque Romanus (Le sénat et le peuple romain). Des lecteurs italiens de la bande dessinée Astérix et Obélix ont détourné son acronyme, SPQR, pour en faire le sigle de la traduction italienne de Ils sont fous ces romains : Sono Pazzi Questi Romani.
Certains interprètent le nom de la société de jeux vidéo Ubisoft comme étant l'acronyme « Union des Bretons Indépendants » en clin d’œil à l’origine bretonne des fondateurs même si la communication officielle explique que le préfixe « UBI » fait référence à l’ubiquité.

## Traduction d'acronymes étrangers
Un rétroacronyme peut servir à franciser un sigle ou acronyme étranger utilisé tel quel. Par exemple :
- GPS, de l'anglais Global Positioning System (système de positionnement global), peut se transposer en français par « géopositionnement par satellite » qui n'est pas la traduction précise mais possède le même sigle.
- FAQ, de l'anglais Frequently Asked Questions (questions fréquemment posées), est francisé (parfois sous la forme fàq) en « foire aux questions » ou foire à questions ».
- Le sigle RIP de l'expression anglaise Rest in peace est identique à celui du latinisme Requiescat in pace qui a pour traduction : « Qu'il repose en paix » .
- Le sigle  de nationalité CH sur les véhicules suisses est celui de l'expression latine Confœderatio Helvetica, qui se traduit en français par « Confédération Helvétique » dont le sigle est le même[9].
- Sous l'impulsion de l'inventeur français Philippe Bally, le boitier de sécurité interactif des véhicules (BSI) a évolué en boîtier de servitude intelligent[10]. Cet acronyme est la propriété de Stellantis, les autres constructeurs lui donnant un autre nom. En anglais, on parle de Built-in System Interface / BSI (Interface Système Intégrée).

## Détournement humoristique

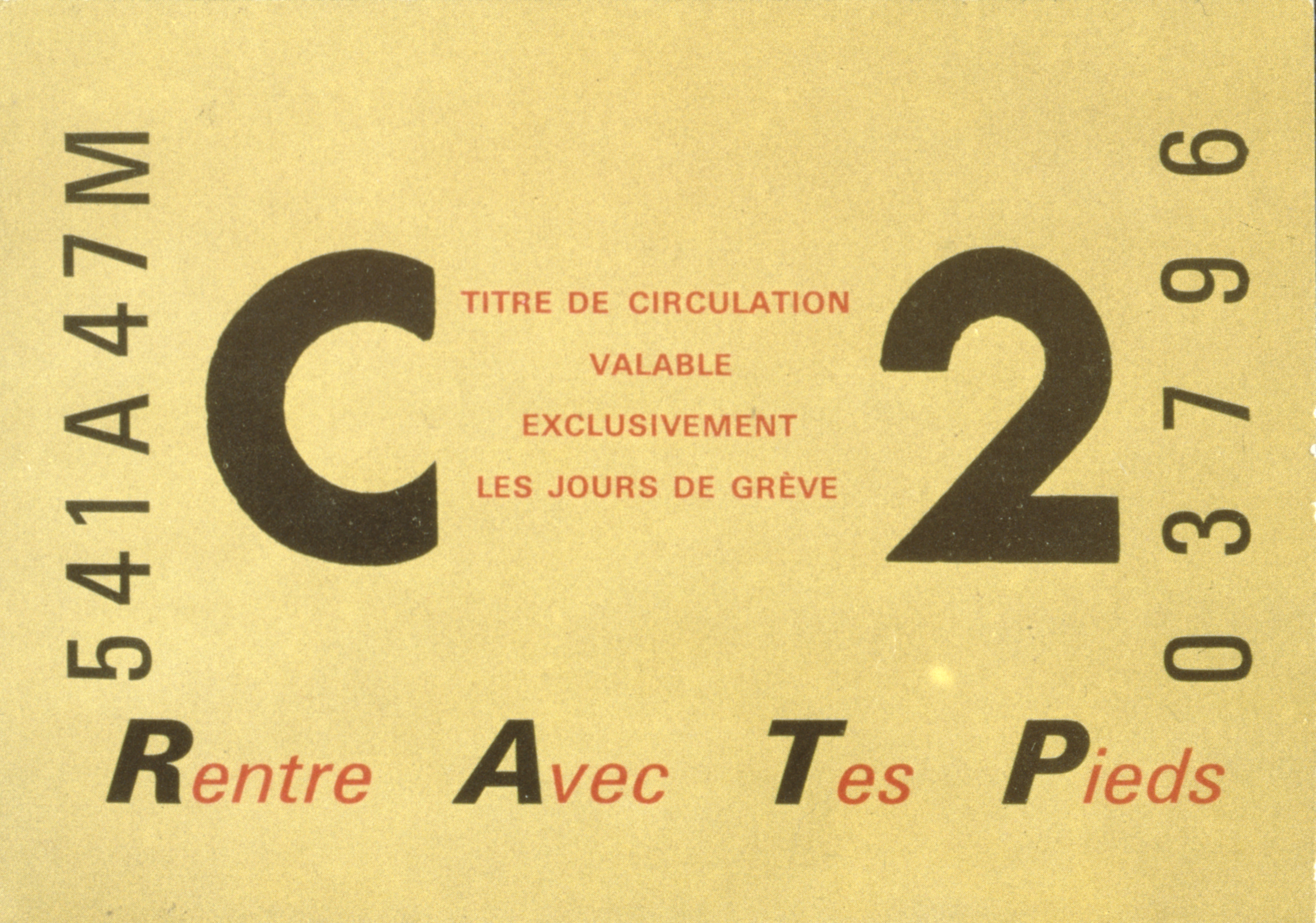
Faux ticket de métro parisien.

Construire des rétroacronymes est une forme de jeu de mots, souvent plaisante, utilisée comme satire des marques ou trait d'humour et de contestation, comme dans ces exemples :
- NTSC (« Never Twice the Same Color »[11],[12] (« jamais la même couleur »), les Américains requalifiant ainsi leur « National Television System Committee » , version 1953 du système télé-couleur) ;
- PAL (« Phase Alternating Line » devenue « Pay for Additional Luxury »[13] («Payer l'Addition de Luxe »)) ;
- SECAM (« Séquentiel couleur à mémoire » devenue « Système élégant contre les Américains » ou « Surtout éviter la compatibilité avec le monde »)[12] ;
- MEDEF : « Même en dormant, enrichit sa famille » (Gustave Parking) ;
- SPQR (« Senatus Populus Que Romanus » devenue « Sono Pazzi Questi Romani », équivalent de « Ils sont fous ces Romains » dans la traduction italienne d'Astérix) ;
- NSDAP (« Nationalsozialistische Deutsche Arbeiterpartei », sigle officiel du parti nazi, devenu en français « Nous sommes des Allemands provisoires » dans l'Alsace annexée de 1941)[14] ;
- LSD (diéthylamide de l'acide lysergique ou Lysergsäurediethylamid en allemand, auquel la chanson « Lucy in the Sky with Diamonds » ferait allusion) ;
- OCB (« Odet Cascadec Bolloré » devenue « Occis Carton Blindé[15] » dans la chanson OCB du groupe Billy Ze Kick) ;
- Diverses sociétés[Passage problématique] ont été pastichées dont :
  - Sabena : « Société Anonyme Belge d’Exploitation et de Navigation Aérienne» devenue «Such A  Bad Experience Never Again» ;
  - TWA : « Trans World Airlines» devenue  « The Wrong Airline » ;
  - Delta Air Lines : Don’t Expect Luggage To Arrive ;
  - RATP : Reste Assis T'es Payé ;[réf. nécessaire]
  - PTT : Petit Travail Tranquille.[réf. nécessaire]

Les rétroacronymes peuvent parfois devenir grossiers, voire vulgaires. Ainsi SIDA (« Syndrome d'immunodéficience acquise ») devient « Souvenir intime d'un ami » ou « Sauvagement introduit dans l'anus ». Plus récemment, l'affaire DSK en 2011 donna au terme « FMI » (« Fonds Monétaire International ») les rétroacronymes de « Fellation Mal Introduite » et « Femme de Ménage Incluse ».
On peut également noter la marque FIAT, signifiant en italien « Fabbrica Italiana Automobili Torino », détournée en allemand en « Fiasco In AutomobilTechnik » (« fiasco en matière de technologie automobile ») ou encore en anglais en « Fix It Again Toni! » (« Répare-la à nouveau, Toni ! »), censé évoquer des pannes fréquentes sur les voitures FIAT ; dans le même contexte sémantique, en français : « Ferraille invendable à Turin », et même « Ferraglia Invenduta A Torino » en italien. Même chose avec la marque américaine Ford qui peut être vue, en anglais, comme « Fix Or Repair Daily » et, en français, comme « Ferraille, ordure, rebut, déchet », « Fabrication ordinaire, réparation dispendieuse. » ou encore « Ferraille oxydée, réparation difficile. ».
Dans les années 1960, le cycliste professionnel Eddy Merckx roulait au sein de l'équipe Faema (« Fabbrica Apparecchiature Elettromeccaniche e Affini ») qu'il définissait lui-même comme : « Faites attention, Eddy Merckx arrive ».
BING, moteur de recherche lancé par Microsoft pour concurrencer Google, a été détourné en « Bing Is Not Google » (qui est aussi un acronyme récursif).
Le golf est incorrectement expliqué par le rétroacronyme « Gentlemen Only, Ladies Forbidden », ce qui signifie en français « Hommes uniquement, interdit aux femmes. ». En réalité, le mot « golf » proviendrait du vieil écossais gowf (« frapper »).